# Кенія на Олімпійських іграх
Кенія бере участь в Олімпійських іграх з 1956, і відтоді посилала своїх спортсменів на всі літні Олімпіади за винятком Олімпіад 1976 та 1980 років, які країна бойкотувала. Кенія брала участь у чотирьох зимових Олімпіадах. Кенійські спортсмени вибороли 99 олімпійських медалей у двох видах спорту: боксі та легкій атлетиці. Країна славиться своїми бігунами на середні та довгі дистанції.
Національний олімпійський комітет Кенії було засновано 1955 року.

## Таблиці медалей

### За Іграми
| Ігри                    | Золото          | Срібло          | Бронза          | Загалом         |
| Мельбурн/Стокгольм 1956 | 0               | 0               | 0               | 0               |
| Рим 1960                | 0               | 0               | 0               | 0               |
| Токіо 1964              | 0               | 0               | 1               | 1               |
| Париж 1968              | 3               | 4               | 2               | 9               |
| Мюнхен 1972             | 2               | 3               | 4               | 9               |
| Монреаль 1976           | не брали участі | не брали участі | не брали участі | не брали участі |
| Москва 1980             | не брали участі | не брали участі | не брали участі | не брали участі |
| Лос-Анджелес 1984       | 1               | 0               | 2               | 3               |
| Сеул 1988               | 5               | 2               | 2               | 9               |
| Барселона 1992          | 2               | 4               | 2               | 8               |
| Атланта 1996            | 1               | 4               | 3               | 8               |
| Сідней 2000             | 2               | 3               | 2               | 7               |
| Афіни 2004              | 1               | 4               | 2               | 7               |
| Пекін 2008              | 6               | 4               | 4               | 14              |
| Лондон 2012             | 2               | 4               | 5               | 11              |
| Ріо-де-Жанейро 2016     | 6               | 6               | 1               | 13              |
| Всього                  | 31              | 38              | 30              | 99              |

### За видом спорту
| Вид спорту     | Золото | Срібло | Бронза | Загалом |
| Легка атлетика | 30     | 37     | 25     | 92      |
| Бокс           | 1      | 1      | 5      | 7       |
| Усього         | 31     | 38     | 30     | 99      |